# Holobus abrupta
Holobus abrupta är en skalbaggsart som beskrevs av Thomas Casey 1911. Holobus abrupta ingår i släktet Holobus och familjen kortvingar. Inga underarter finns listade i Catalogue of Life.